# Kawina

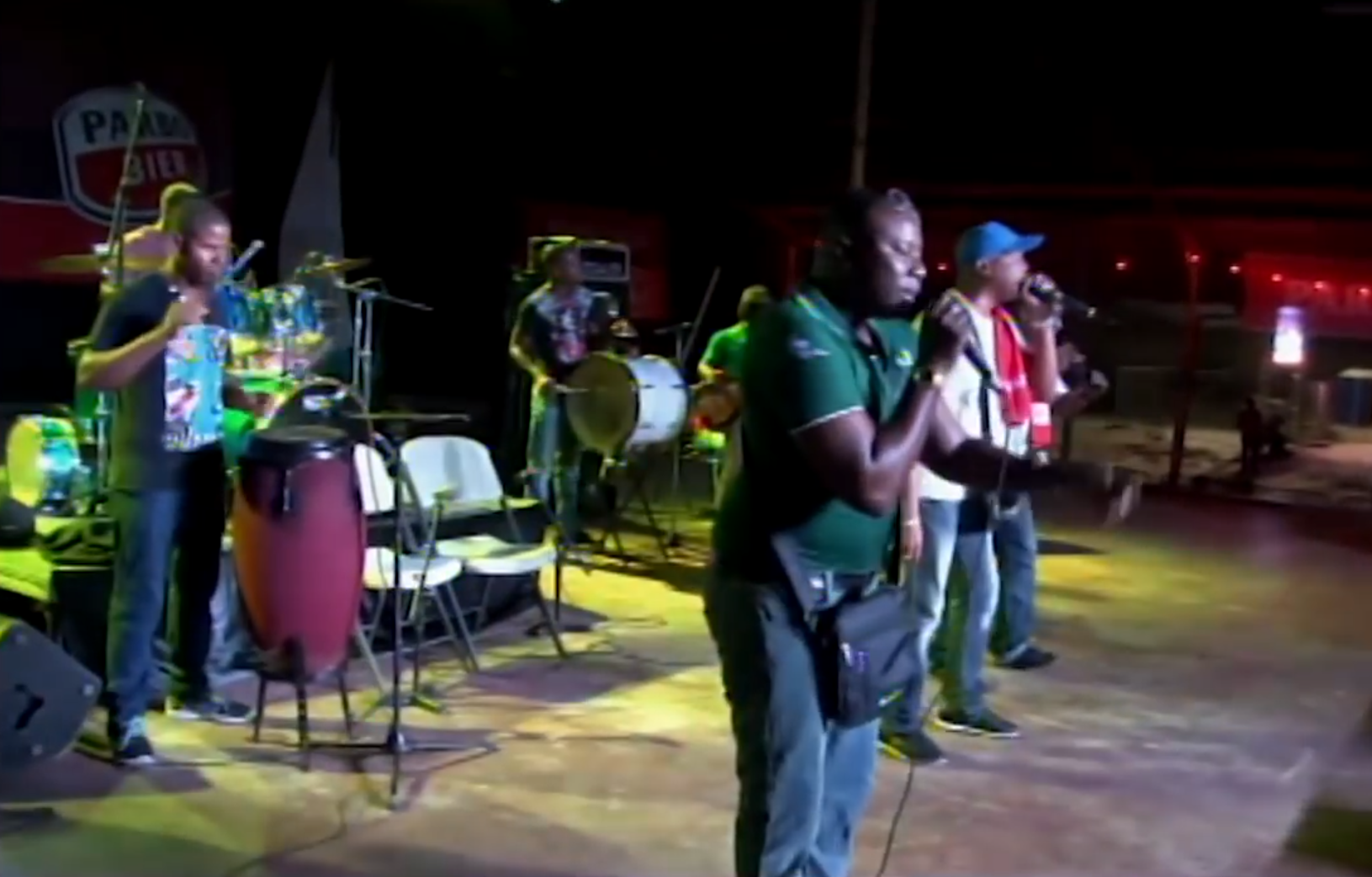
apresentação no parque Flamboyant, 't Vat

Kawina é um gênero musical oriundo do Suriname. Teve origem no final do século XIX. Os vocais são geralmente de chamada e resposta, e são acompanhados por todos os tipos de percussão típicos do Suriname.
Como muitos gêneros musicais sul-americanos, o ritmo kawina é originário da África. No início, as letras eram religiosas. Mais tarde, tornou-se música de entretenimento, com letras que tinham um tom mais crítico socialmente.
Instrumentos típicos são os tambores de pele dupla, os tambores em zigzag ou chocalhos e o kwa-kwa bangi (idiofone). As vozes sempre permaneceram no padrão de chamada e resposta. Se uma bateria faz parte da ocupação, ela é chamada de kaskawi, um subgênero que surgiu na década de 1970. Nos anos seguintes, o kawina também se misturou com outros gêneros musicais, como o kaseko e o rhythm and blues.
Kawina ficou conhecido na Países Baixos por bandas como Sukru Sani, Ai Sa Si, Explosion, La Rouge e La Caz.